# Corazón (chaîne de télévision)
Pour les articles homonymes, voir Corazón.
Corazón (anciennement Azteca Novelas et Az Corazón) est un réseau de télévision payante d'origine mexicaine détenue par TV Azteca, diffusé au Mexique, en Amérique centrale, Amérique du Sud, aux États-Unis et au Canada.